# Eupithecia gemellata
Eupithecia gemellata är en fjärilsart som beskrevs av Herrich-Schäffer 1861. Eupithecia gemellata ingår i släktet Eupithecia och familjen mätare. Inga underarter finns listade i Catalogue of Life.